# Hellmut Zundel
Hellmut Zundel (* 16. März 1928 in Brackenheim; † 25. Dezember 2016 in Crailsheim) war ein deutscher Kommunalpolitiker. Von 1954 bis 1963 war er Bürgermeister von Schwaigern und anschließend von 1962 bis 1972 zunächst Bürgermeister und anschließend bis 1982 Oberbürgermeister von Crailsheim.

## Leben und Wirken
(Quelle: Harthan)

### Frühe Jahre
Zundel wurde am 16. März 1928 in Brackenheim geboren. Bereits als 17-Jähriger arbeitete er ab Mai 1945 als Verwaltungskandidat (Lehrling und Verwaltungsgehilfe) im Rathaus seiner Heimatstadt und fand dort schnell gefallen an der Kommunalpolitik.
Sein Bruder war Reinhold Zundel, langjähriger Oberbürgermeister von Heidelberg.

### Bürgermeister von Schwaigern
Mit 25 Jahren wurde er 1954 zum Bürgermeister von Schwaigern gewählt.
Die Gründung des Musikvereins Stadtkapelle Schwaigern e.V. geht auf seine Anregung zurück.

### Stadtoberhaupt von Crailsheim
Zundel wurde im November 1962 zunächst zum Bürgermeister von Crailsheim gewählt. Dort machte er es sich zur Aufgabe, die durch den Krieg stark gebeutelte Stadt zu einer kleinen Metropole in der Region Heilbronn-Franken zu entwickeln.

#### Erfolge

Einwohnerentwicklung von Crailsheim von 1837 bis 2017

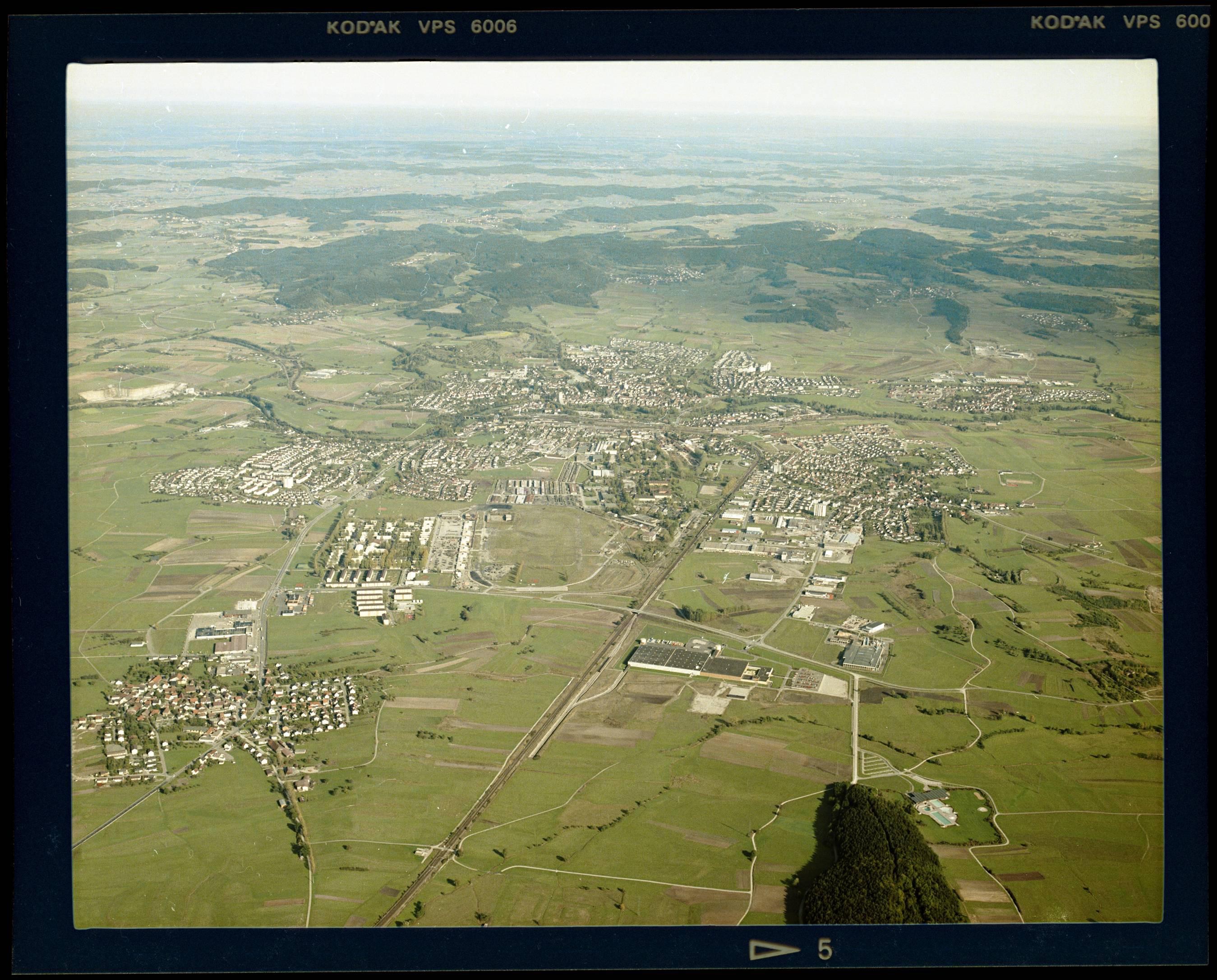
Luftaufnahme Crailsheims von 1983, kurz nach dem Ende von Zundels Amtszeit

Besonders im Ausbau des Wohnraums und der Ansiedlung neuer Industrien machte sich Zundel verdient. Er erreichte es, dass die Stadt am 1. Januar 1967, als einzige Stadt Nordwürttembergs, zum Bundesausbauort ernannt wurde. Infolge dieser neuen Fördermöglichkeiten und der Eröffnung der beiden Bundesautobahnen A6 1979 und A7 1987 siedelten sich viele Firmen, darunter auch Weltunternehmen, in Crailsheim an.
Außerdem geht der Bau mehrerer Hochhäuser in Crailsheim, allen voran des Jagstbrückenhochhauses, bis heute zweithöchstes Gebäude der Stadt nach dem Rathausturm, auf ihn zurück. Die Schaffung „städtebaulicher Dominanten“ war Zundel stets ein Anliegen.
Unter seinem Mitwirken wurde am 20. Juni 1968 die Herausgabe des Crailsheimer Stadtblatts durch den Gemeinderat beschlossen.
Auch geht die Crailsheimer Städtepartnerschaft mit Pamiers in Frankreich auf sein Wirken zurück. Zundel war außerdem ein großer Unterstützer der bereits seit 1949 bestehenden Städtepartnerschaft mit Worthington in den USA.
Zundel betrieb eine konsequente Eingemeindungspolitik. So kamen 1971 Tiefernbach und Onolzheim, 1972 Roßfeld und Jagstheim, 1973 Westgartshausen und 1975 schließlich Goldbach, Triensbach und Beuerlbach zu Crailsheim. Infolgedessen wurde Crailsheim 1972 zur Großen Kreisstadt ernannt und er somit zum Oberbürgermeister.
Jedoch scheiterte er unter anderem bei dem Versuch, die Gemeinde Satteldorf einzugemeinden. Ebenfalls konnte er sich beim angestrebten Neubau des Crailsheimer Bahnhofs oder der Ansiedlung eines Vollkaufhauses nicht durchsetzen.

#### Kritik und Niedergang
Nicht zuletzt wurde er für seine polarisierende Art, sein ausgeprägtes Selbstbewusstsein und seine „gigantomanische Stadtplanung“ kritisiert, was ihm gegen Ende seiner Amtszeit den Spitznamen „Blendax-Max“ einbrachte. Zeitgenossen beklagten sein gutsherrliches Auftreten und warfen ihm „Fürstengehabe“ und gar einen Regierungsstil „wie einst die Ansbacher Markgrafen“ vor. Der Zeit-Autor Nikolas Lang bezeichnete ihn 1969 gar spöttisch als „Dorf-Mussolini“.
So lieferte er sich früh teils heftige Auseinandersetzungen mit dem damaligen Landrat Werner Ansel. Später kam er immer wieder zu schweren Konflikten mit dem baden-württembergischen Regierungspräsidenten Manfred Bulling.
1982 wurde Zundel von eben jenem unter dem Verdacht, seine Dienststellung auf Kosten der Stadt für Privatgeschäfte genutzt zu haben, seines Amtes enthoben. Auf eine erneute Kandidatur, die damals als durchaus aussichtsreich galt, verzichtete er aus freien Stücken.

### Spätere Jahre
Zundel verstarb am Ersten Weihnachtstag 2016 nach langer und schwerer Krankheit im Alter von 88 Jahren. Er wurde am 30. Dezember 2016 unter großer Anteilnahme der Bevölkerung auf dem Hauptfriedhof Crailsheim beigesetzt.

### Nachwirkung
Zundel wird noch heute von vielen Crailsheimern als der wirkmächtigste Oberbürgermeister der Crailsheimer Nachkriegsgeschichte angesehen.